# 陈锡禄
陈锡禄（1928年2月6日—2008年1月16日）圣名玛弟亚，天主教景县教区主教，为梵蒂冈任命，也获中华人民共和国政府承认。
1928年2月6日，陈锡禄出生在中国河北省冀县的天主教家庭。1943年开始进入小修院，1955年毕业于上海徐汇大修院，5月18日晋升司铎，随后在河北景县诊所行医传教。
1958年，陈锡禄因宗教信仰被捕入狱，从1969年到1979年在家乡接受管制。1979年获平反，返回教区。
1996年，他被祝圣为助理主教，1999年接替范文兴为主教，该教区有大约2万教友。2002年突发脑溢血，2008年1月16日在景县主教府去世，终年79岁。其继任者为封新卯主教。